# Nicolás Pereira
Nicolás Pereira (ur. 29 września 1970 w Salto) – wenezuelski tenisista pochodzenia urugwajskiego, reprezentant w Pucharze Davisa, olimpijczyk z Atlanty (1996).

## Kariera tenisowa
Zawodowym tenisistą był w latach 1987–1997.
W 1988 roku został mistrzem świata juniorów po odniesieniu zwycięstw w French Open 1988, Wimbledonie 1988 i US Open 1988 w grze pojedynczej chłopców.
W zawodowym gronie tenisistów Pereira odniósł 2 triumfy w imprezach rangi ATP World Tour. W grze podwójnej triumfował w 3 turniejach ATP World Tour oraz uczestniczył w 4 finałach.
W 1996 zagrał na igrzyskach olimpijskich w Atlancie odpadając w 2 rundzie singla. Wyeliminował Hernána Gumy’ego, a poniósł porażkę z Leanderem Paesem. Wystartował również w konkurencji debla tworząc parę z Juanem Carlosem Bianchim odpadając w pierwszym meczu z Japończykami Satoshim Iwabuchim i Takao Suzukim.
Pereira przez całą swoją karierę regularnie uczestniczył w zmaganiach o Puchar Davisa. Osiągnął bilans w singlu 20 zwycięstw i 15 przegranych, natomiast w deblu 12 wygranych przy 5 porażkach.
W rankingu gry pojedynczej najwyżej był na 74. miejscu (22 lipca 1996), a w klasyfikacji gry podwójnej na 44. pozycji (19 listopada 1990).

### Finały w turniejach ATP World Tour
| Legenda                                      |
| -------------------------------------------- |
| Wielki Szlem                                 |
| Igrzyska olimpijskie                         |
| Tennis Masters Cup / ATP Finals              |
| ATP Masters Series / ATP Tour Masters 1000   |
| ATP International Series Gold / ATP Tour 500 |
| ATP International Series / ATP Tour 250      |

#### Gra pojedyncza (2–0)
| Końcowy wynik | Nr | Data             | Turniej | Nawierzchnia | Przeciwnik     | Wynik finału  |
| ------------- | -- | ---------------- | ------- | ------------ | -------------- | ------------- |
| Zwycięzca     | 1. | 18 września 1994 | Bogota  | Ceglana      | Mauricio Hadad | 6:3, 3:6, 6:4 |
| Zwycięzca     | 2. | 14 lipca 1996    | Newport | Trawiasta    | Grant Stafford | 4:6, 6:4, 6:4 |

#### Gra podwójna (3–4)
| Końcowy wynik | Nr | Data             | Turniej    | Nawierzchnia    | Partner        | Przeciwnicy                      | Wynik finału  |
| ------------- | -- | ---------------- | ---------- | --------------- | -------------- | -------------------------------- | ------------- |
| Zwycięzca     | 1. | 7 stycznia 1990  | Wellington | Twarda          | Kelly Evernden | Sergio Casal Emilio Sánchez      | 6:4, 7:6      |
| Finalista     | 1. | 4 marca 1990     | Rotterdam  | Dywanowa (hala) | Diego Nargiso  | Leonardo Lavalle Jorge Lozano    | 3:6, 6:7      |
| Zwycięzca     | 2. | 6 stycznia 1991  | Wellington | Twarda          | Luiz Mattar    | John Letts Jaime Oncins          | 4:6, 7:6, 6:2 |
| Finalista     | 2. | 7 kwietnia 1991  | Orlando    | Twarda          | Pete Sampras   | Luke Jensen Scott Melville       | 7:6, 6:7, 3:6 |
| Finalista     | 3. | 20 sierpnia 1995 | New Haven  | Twarda          | Leander Paes   | Rick Leach Scott Melville        | 6:7, 4:6      |
| Finalista     | 4. | 10 marca 1996    | Meksyk     | Ceglana         | Emilio Sánchez | Donald Johnson Francisco Montana | 2:6, 4:6      |
| Zwycięzca     | 3. | 15 września 1996 | Bogota     | Ceglana         | David Rikl     | Pablo Campana Nicolás Lapentti   | 6:3, 7:6      |